# Strelcea
Strelcea (în bulgară Стрелча) este un oraș în partea central-vestică a Bulgariei, la poalele masivului Sredna Gora. Aparține de  Obștina Strelcea, Regiunea Pazargik. Ivzoare minerale. Culturi de trandafiri și mai recent de lavandă din care se extrag uleiuri vegetale.
Biserica ortodoxă Sf. Mihail a fost construită în 1876 pentru a comemora victimele Insurecției.

## Demografie
Componența etnică a orașului Strelcea
     Bulgari (72,93%)
     Romi (6,71%)
     Nicio identificare (20,1%)
     Altele (0,24%)
La recensământul din 2011, populația orașului Strelcea era de 4.083 locuitori. Din punct de vedere etnic, majoritatea locuitorilor (72,93%) erau bulgari, cu o minoritate de romi (6,71%). Pentru 20,1% din locuitori nu este cunoscută apartenența etnică.